# Lange (efternamn)
Lange är ett efternamn. Det har burits av bland andra:

## Personer med efternamnet Lange

### A
- Algot Lange (1850–1904), svensk operasångare och sångpedagog
- Algot Lange (upptäcktsresande) (1884–1961) svenskamerikansk resenär i Brasilien
- Anders Lange (1904–1974), norsk journalist och politiker
- Anders Lange (pedagog) (1938–2021), svensk samhällsforskare och docent i pedagogik.
- André Lange (född 1973), tysk bobåkare
- Antoni Lange (1863–1929), polsk författare och kritiker
- Artie Lange (född 1967), amerikansk komiker och författare
- Axel Lange (1871–1941), dansk hortonom
- Axel Lange (företagare) (1882–1965), svensk affärsman

### B
- Balthazar Lange (1854–1937), norsk arkitekt
- Birger Lange (1870–1935), svensk präst
- Birgit Lange (1901–1993), svensk författare

### C
- Carl Lange, flera personer
  - Carl Lange (arkitekt) (1828–1900), dansk arkitekt
  - Carl Lange (läkare) (1834–1900), dansk läkare
  - Carl Lange (skådespelare) (1909–1999), tysk skådespelare
- Carl Georg Lange (1834–1900), dansk läkare
- Christian Lange, flera personer
  - Christian C.A. Lange (1810–1861), norsk historiker
  - Christian Lous Lange (1869–1938), norsk politiker

### D
- Dagmar Lange (1914–1991), författare med pseudonymen Maria Lang
- Daniël de Lange (1841–1918), nederländsk musiker
- David Lange (född 1942), nyzeeländsk jurist och politiker
- Dorothea Lange (1895–1965), amerikansk fotograf

### E
- Emil von Lange (1841–1926), tysk arkitekt
- Erik Lange (1553–1613), dansk adelsman
- Erik Lange (konstnär) (1876–1946), tecknare och grafiker
- Eva Lange (född 1935), svensk skulptör

### F
- Finn Lange (1895–1976), norsk skådespelare
- Frederik Lange (målare) (1870–1941), dansk målare
- Frederik Olaus Lange (1798–1862), dansk pedagog
- Friedrich Albert Lange (1828–1875), tysk teolog, pedagog och ekonom
- Fritz Lange (1842–1907), dansk läkare och psykiater

### G
- Gunnar Lange (1909–1976), svensk politiker
- Gustav Lange, flera personer
  - Gustav Lange (1830–1889), tysk kompositör
  - Gustav Lange (1861–1939), norsk kompositör
  - Gustav Lange (politiker) (1836–1892), tysk politiker
  - Gustav Albert Lange (1846–1918), tysk politiker
  - Gustav Georg Lange (1812–1843), tysk tecknare och förläggare
- Göran Lange (1930–2008), svensk skulptör och tecknare

### H
- Halvard Lange (1902–1970), norsk politiker
- Hans Ostenfeldt Lange (1863–1943), dansk egyptolog
- Hans Wilhelm Lange (1815–1873), dansk skådespelare och teaterdirektör
- Helene Lange (1848–1930), tysk kvinnorättskämpe
- Henrik Lange , flera personer
  - Henrik Lange (generallöjtnant) (1908–2000), svensk militär
  - Henrik Lange (serieskapare) (född 1972), svensk serietecknare
- Henry Lange (1821–1893), tysk kartograf
- Herbert Lange (1909–1945), tysk SS-officer
- Hope Lange (1933–2003), amerikansk skådespelare

### I
- Ib Lange (1900–1948), dansk författare
- Ina Lange (1846–1930), finlandssvensk pianist och författare

### J
- Jacob Otto Lange (1833–1902), norsk skogsman och politiker
- Jakob Lange (död 1297), dansk präst
- Jakob Emanuel Lange (1864–1941), dansk botaniker
- Jens Iversen Lange (död 1482), dansk biskop
- Jesper Lange (född 1986), dansk fotbollsspelare
- Jessica Lange (född 1949), amerikansk skådespelare
- Joachim Lange (1670–1744), tysk teolog
- Johan Lange (1818–1898), dansk botanist
- Johan Georg Lange (1722–1792), svensk förläggare och boktryckare
- Johan Martin Christian Lange (1818–1898), dansk botaniker
- Johann Peter Lange (1802–1884), tysk teolog
- Jon Lange (född 1980), dansk skådespelare
- Joseph Lange (1751–1831), tysk skådespelare,  målare, tonsättare och författare
- Józef Lange (1897–1972), polsk tävlingscyklist
- Julius Lange, flera personer
  - Julius Lange (konstnär) (1817–1878), tysk målare
  - Julius Lange (konsthistoriker) (1838–1896), dansk konsthistoriker

### K
- Karl Lange (1863–1950), svensk läkare
- Konrad von Lange (1855–1921), tysk konsthistoriker och konstfilosof

### L
- Lorenz Lange (död 1752), svensk ingenjör, upptäcktsresande och diplomat i rysk tjänst
- Ludwig Lange, flera personer
  - Ludwig Lange (arkitekt) (1808–1868), tysk arkitekt
  - Ludwig Lange (filolog) (1825–1885), tysk filolog och arkeolog
  - Ludwig Lange (fysiker) (1863–1936), tysk fysiker

### M
- Marit Lange (född 1943), norsk konsthistoriker
- Marita Lange (född 1943), östtysk kulstötare
- Marilyn Lange (född 1952), amerikansk fotomodell

### N
- Norah Lange (1906–1972), norsk-argentinsk författare

### O
- Oskar Lange (1904–1965), polsk nationalekonom
- Otto Vincent Lange (1797–1870), norsk politiker

### P
- Per Lange (1901–1991), dansk författare och översättare
- Philipp Lange (1813–1899), tysk författare

### R
- Rigmor Lange (1926–1979), norsk skådespelare och dansare
- Robert Lange (född 1948), brittisk musikproducent
- Rudolf Lange (1910–1945), tysk SS-officer
- Rudolf Lange (arkitekt) (1874–1927), svensk arkitekt

### S
- Samuel de Lange (1840–1911), nederländsk orgelspelare och kompositör
- Sven Lange (1868–1930), dansk författare

### T
- Thomas Lange (1829–1887), dansk författare
- Thomas Lange (roddare) (född 1964), tysk roddare
- Thor Lange (1851–1915), dansk författare och översättare
- Thorvald Lange (1872–1957), svensk botaniker

### V
- Villum Lange (1624–1682), dansk matematiker och astronom

### W
- Wilhelm Lange, flera personer
  - Wilhelm Lange (filolog) (1767–1831), tysk klassisk filolog
  - Wilhelm Lange (ämbetsman) (1870–1949), svensk ämbetsman

### Å
- Åke Lange (1909–1975), svensk fotograf